# Jean-Joseph Sanfourche
Jean-Joseph Sanfourche, được gọi đơn giản là Sanfourche, là một họa sĩ, nhà thơ, nhà thiết kế và nhà điêu khắc người Pháp, sinh ngày 25 tháng 6 năm 1929 tại Bordeaux và mất ngày 13 tháng 3 năm 2010 tại Saint-Léonard-de-Noblat